# Об'єднаний світ боротьби
Об'єднаний світ боротьби (англ. United World Wrestling) — міжнародна федерація греко-римської боротьби, вільної боротьби та жіночої боротьби, що є олімпійськими видами спорту. З 2006 року представляє також греплінг, панкратіон, пляжну боротьбу, змішані єдиноборства та етноспорт — традиційні види боротьби різних народів. Робочі мови федерації — англійська та французька.
Для координації нових видів боротьби у структуру міжнародної федерації включені:
- Об'єднаний середземноморський комітет боротьби (фр. Comité Méditerranéen des Luttes Associées);
- Світовий комітет греплінгу (фр. Comité Mondial de Grappling);
- Світовий комітет панкратіону (фр. Comité Mondial de Pankration);
- Світовий комітет традиційних видів боротьби ФІЛА (фр. FILA Comité Mondial des Luttes Traditionnelles).

## Назва
З моменту заснування міжнародної федерації і до вересня 2014 року міжнародна асоціація називалася Міжнародною федерацією об'єднаних стилів боротьби або ФІЛА — від французької Fédération Internationale des Luttes Associées (FILA), яка раніше була основною назвою федерації; англійською федерація мала назву The International Federation of Associated Wrestling Styles. 7 вересня 2014 року на конгресі ФІЛА в Ташкенті було ухвалено рішення про те, що основною назвою міжнародної федерації стане англомовна назва United World Wrestling (укр. «Об'єднаний світ боротьби»); французька назва залишилася незмінною.

## Історія
Боротьба завжди у всіх народів мала популярність. Як один із найдавніших видів спорту, вона була включена до програми I Олімпійських ігор 1896 року. Правила змагань на I Олімпіаді не передбачали поділу на вагові категорії. Перші в історії спортивної боротьби олімпійські медалі здобули — Карл Шуман (Німеччина), Георгіос Цітас і Стефанос Христопулос (обидва — Греція).
У 1904 році в олімпійську програму до класичної боротьби була включена і вільна боротьба.
У 1912 році була створена Міжнародна федерація аматорської боротьби (ФІЛА).
З 1924 року ФІЛА проводить чемпіонати Європи з класичної боротьби. Тоді ж федерацією було перероблено правила вільної боротьби, які наблизилися до правил класичної боротьби.
У 1966 році на конгресі ФІЛА в американському місті Толідо як міжнародний вид боротьби було визнано самбо.
ФІЛА займається популяризацією та розвитком спортивної боротьби у всіх країнах світу, вона здійснює контроль за дотриманням статуту ФІЛА на всіх змаганнях під своєю егідою. Міжнародне змагання вважається неправомірним, якщо на ньому немає представника ФІЛА.
ФІЛА представляє світову аматорську боротьбу у Міжнародному олімпійському комітеті, захищає її інтереси, розбирає спірні питання, що виникають між окремими федераціями країн.
Найвищим органом ФІЛА є конгрес, який проводиться раз на два роки. У період між конгресами роботу ФІЛА очолює бюро, яке збирається не рідше одного разу на рік.
Одне з головних завдань ФІЛА — боротьба проти расової дискримінації. З метою популяризації боротьби досвідчені фахівці прямують до різних країн для надання методичної та практичної допомоги, проводять спільні тренування, семінари, конференції для тренерів та суддів. Велику увагу ФІЛА приділяє вдосконаленню правил боротьби.
У 1956—1970 роках віце-президентом Міжнародної аматорської Федерації боротьби був заслужений майстер спорту та заслужений тренер СРСР Олексій Катулін.

## Дійсні члени бюро
| Ім'я                        | Країна         | Посада                                           |
| --------------------------- | -------------- | ------------------------------------------------ |
| Ненад Лаловіч               | Сербія         | президент                                        |
| Ахрол Рузієв                | Узбекистан     | віце-президент                                   |
| Стенлі Дзідзіч              | США            | віце-президент                                   |
| Міхаїл Маміашвілі           | Росія          | віце-президент                                   |
| Наталія Яригіна             | Росія          | віце-президент                                   |
| Мішель Дюссон               | Франція        | генеральний секретар                             |
| Замел Сайяф аль-Шахрані     | Катар          | член бюро                                        |
| Наміг Алієв                 | Азербайджан    | член бюро                                        |
| Карл-Мартін Дітман          | Німеччина      | член бюро                                        |
| Педро Гама Фільо            | Бразилія       | член бюро                                        |
| Теодорос Хамакос            | Греція         | член бюро                                        |
| Расул Хадем                 | Іран           | член бюро                                        |
| Кім Ік Джонг                | Південна Корея | член бюро                                        |
| Фуад Мескут                 | Марокко        | член бюро/президент Африканської ради з боротьби |
| Маріна Де Буссоло Пелліконе | Італія         | член бюро                                        |
| Хідеакі Томіяма             | Японія         | член бюро                                        |
| Даулет Турлиханов           | Казахстан      | член бюро                                        |
| Цено Ценов                  | Болгарія       | член бюро/президент Европейської ради з боротьби |
| Родіка Марія Яксі           | Туреччина      | член бюро                                        |
| Кім Чанг Кью                | Південна Корея | президент Азійської ради з боротьби              |
| Франціско Едуардо Лі Лопес  | Гватемала      | президент Американської ради з боротьби          |
| Джон Тарконг                | Палау          | президент Ради з боротьби Океанії                |
| Керол Хвін                  | Канада         | представник Комітету спортсменів                 |

## Президенти
| №  | Роки         | Президент          | Країна    |
| -- | ------------ | ------------------ | --------- |
| 1. | 1912—1924    | Ейнар Роберг       | Швеція    |
| 2. | 1924—1930    | Альфред Брюлль     | Угорщина  |
| 3. | 1930—1952    | Віктор Смедс       | Фінляндія |
| 4. | 1952—1971    | Роже Кулон         | Франція   |
| 5. | 1971—2002    | Мілан Ерцеган      | Югославія |
| 6. | 2002—2013    | Рафаель Мартінетті | Швейцарія |
| 7. | 2013 — н. ч. | Ненад Лаловіч      | Сербія    |

## Зовнішні посилання
- Об'єднаний світ боротьби Архівна копія (англ.)
- Федерація спортивної боротьби Росії. Жіноча боротьба Архівна копія
- Всеросійська федерація греплінгу Архівна копія